# Ramucheachi
Ramucheachi är en ort i Mexiko.   Den ligger i kommunen Guachochi och delstaten Chihuahua, i den nordvästra delen av landet, 1 200 km nordväst om huvudstaden Mexico City. Ramucheachi ligger 2 301 meter över havet och antalet invånare är 144.
Terrängen runt Ramucheachi är platt åt nordväst, men åt sydost är den kuperad. Ramucheachi ligger nere i en dal. Runt Ramucheachi är det mycket glesbefolkat, med 6 invånare per kvadratkilometer. Närmaste större samhälle är La Guitarra, 16,1 km väster om Ramucheachi. I omgivningarna runt Ramucheachi växer huvudsakligen savannskog.